# Dianhydrid kyseliny pyromellitové
Dianhydrid kyseliny pyromellitové je organická sloučenina se vzorcem C6H2(C2O3)2, dvojnásobný anhydrid odvozený od kyseliny mellitové, používaný při výrobě polyimidů. Jedná se o bíle zbarvenou, hygroskopickou, pevnou látku, která tvoří hydrát.

## Příprava a výroba
Dianhydrid kyseliny pyromellitové se vyrábí oxidací plynného 1,2,4,5-tetramethylbenzenu (nebo některého podobného tetrasubstituovaného benzenu):
C6H2(CH3)4 + 6 O2 → C6H2(C2O3)2 + 6 H2O
V laboratoři se dá získat dehydratací kyseliny pyromellitové pomocí acetanhydridu.

## Reakce

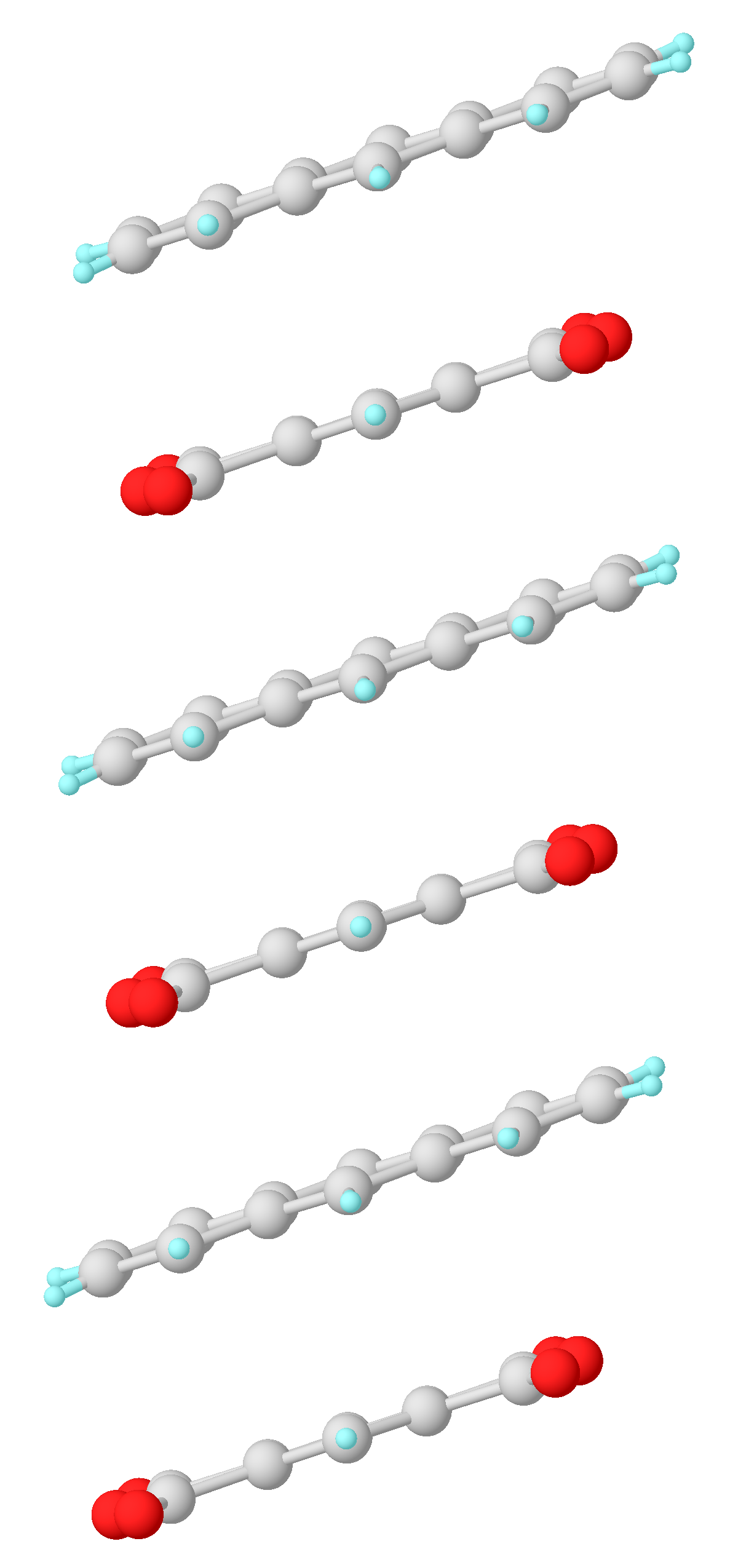
Struktura komplexu vzniklého kokrystalizací dianhydridu kyseliny pyromellitové (konce molekul červeně) a anthracenu.

Dianhydrid kyseliny pyromellitové se může, jako akceptor elektronů, zapojit do tvorby komplexů. Reakcemi s aminy vytváří diimidy, C6H2[(CO)2NR]2, které mají také akceptorní vlastnosti.

## Použití
Tato látka se používá při recyklování PET lahví jako činidlo prodlužující řetězec. Molekulovou hmotnost polymeru zvyšuje propojováním hydroxylových a karboxylových skupin; tím se dosahuje lepších reologických a dalších vlastností recyklovaného plastu.

## Bezpečnost
Vystavení tomuto anhydridu může způsobit astma.